# Аурелія вухата
Ауре́лія вухата (лат. Aurelia aurita) — медуза класу сцифоїдних (Scyphozoa). Купол плескатий, до 40 см у діаметрі, має радіально-променеву симетрію. Аурелія живиться дрібними тваринами планктону, зокрема іншими медузами. Дуже поширена в усіх помірних зонах Атлантичного океану та його морів (між 40 і 70° пн. ш.), в тому числі в морських водах України.

## Будова

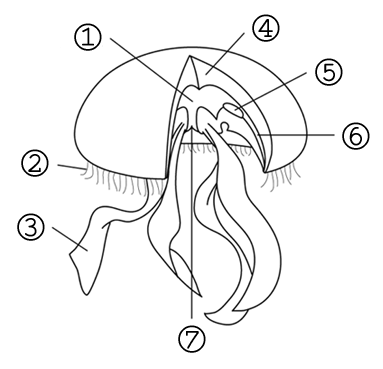
1) шлунок; 2) щупальце; 3) ротова лопать; 4) купол; 5) гонада; 6) травний канал; 7) рот.

Медуза аурелія має типове для медуз напівпрозоре тіло, що складається з напівсферичного гнучкого купола та щупалець. Діаметр купола дорослої особини складає 5-40 см, у середньому 25 см. У його центрі розташовані статеві органи (гонади) у вигляді чотирьох фіолетово-блакитних підков. По краю парасольки є потовщена облямівка, поділена на 8 частин — крайові тільця (ропалії), де містяться органи відчуття рівноваги (статоцисти). Тонкі щупальця, що відходять від країв купола, всіяні жалкими клітинами (кнідоцитами), здатними паралізувати або вбити дрібних тварин — ворогів або здобич. Дихання відбувається через мембрану, що покриває тіло. Нервова система представлена рівномірною мережею нервових волокон.
У центрі нижньої увігнутої частини парасольки міститься чотирикутний ротовий отвір, оточений чотирма великими ротовими лопатями, що стирчать з-під купола та нагадують довгі вуха, звідки й назва — аурелія вухата. Лопаті, як і щупальця, мають жалкі клітини. Їхній нижній край всіяний численними рухливими відростками завдовжки близько 2 мм. В самиць ротові лопаті більші, позаяк в їх основі є камери для зростання личинок (планул). Шлунок складається з чотирьох кишень і радіально розташованих навколо 16-и травних каналів, які пронизують купол.

## Спосіб життя
Аурелії живуть в поверхневих шарах солоних водойм як біля берега, так і на віддалі. Аурелії можуть збиратися в протяжні скупчення, проте не мають групової поведінки. Оптимальна температура для цих тварин 9–19 °C, але також витримують коливання від -6 до 31 °C. Проживають у водах різної солоності, мінімум 0,6 %, чим зумовлено їхнє широке поширення в Атлантичному океані та його морях між 40 і 70° пн. ш.. Поширена, зокрема, в Чорному та Азовському морях.
Харчуються зоопланктоном, який підганяють до рота скороченнями щупалець. Аурелія вухата — важлива складова харчового ланцюжка морських екосистем.

## Розмноження
Сперматозоїди самців і яйцеклітини самиць дозрівають в гонадах. Самці викидають через рот зрілі сперматозоїди в воду, звідки вони проникають у виводкові камери самок. Там відбувається запліднення яєць і їх розвиток. З яєць утворюються планули, що згодом покидають виводкові камери і кілька діб плавають в товщі води. Прикріпившись до субстрату, планула перетворюється на поліп — сцифістому. Поліп веде прикріплений спосіб життя, активно харчується, росте та може розмножуватися брунькуванням. Навесні поліпи діляться на декілька плаваючих ефір. До середини літа ефіри ростуть, врешті перетворюючись на медуз.

## Отрута
Отрута, що міститься в жалких клітинах аурелії вухатої, безпечна для людини, проте спричиняє пекучий біль і висип. Її ефект подібний на ефект від вжалення кропивою як відчуттями, так і тривалістю. Одразу після вжалення людина відчуває біль, що може тривати до пів години. За 3 хвилини в місці контакту з тілом медузи починається свербіж і виникає дрібний висип. Не всі популяції цих медуз однаково отруйні, деякі вирізняються сильнішою отрутою. Так, висип від ужалення карибських аурелій може триматися до 10-и днів.
Отрута має гемолітичну дію, руйнуючи еритроцити. Людські еритроцити вразливіші до неї, ніж відповідні клітини багатьох тварин, зокрема рогатої худоби, через нижчий вміст сфінгомієлінів. Також отрута має паралізуючу дію на м'язи. Втім, кількість отрути й глибина її проникнення з кнідоцитів надто малі, щоб завдати людині якої-небудь шкоди, крім неприємних відчуттів.

## Галерея

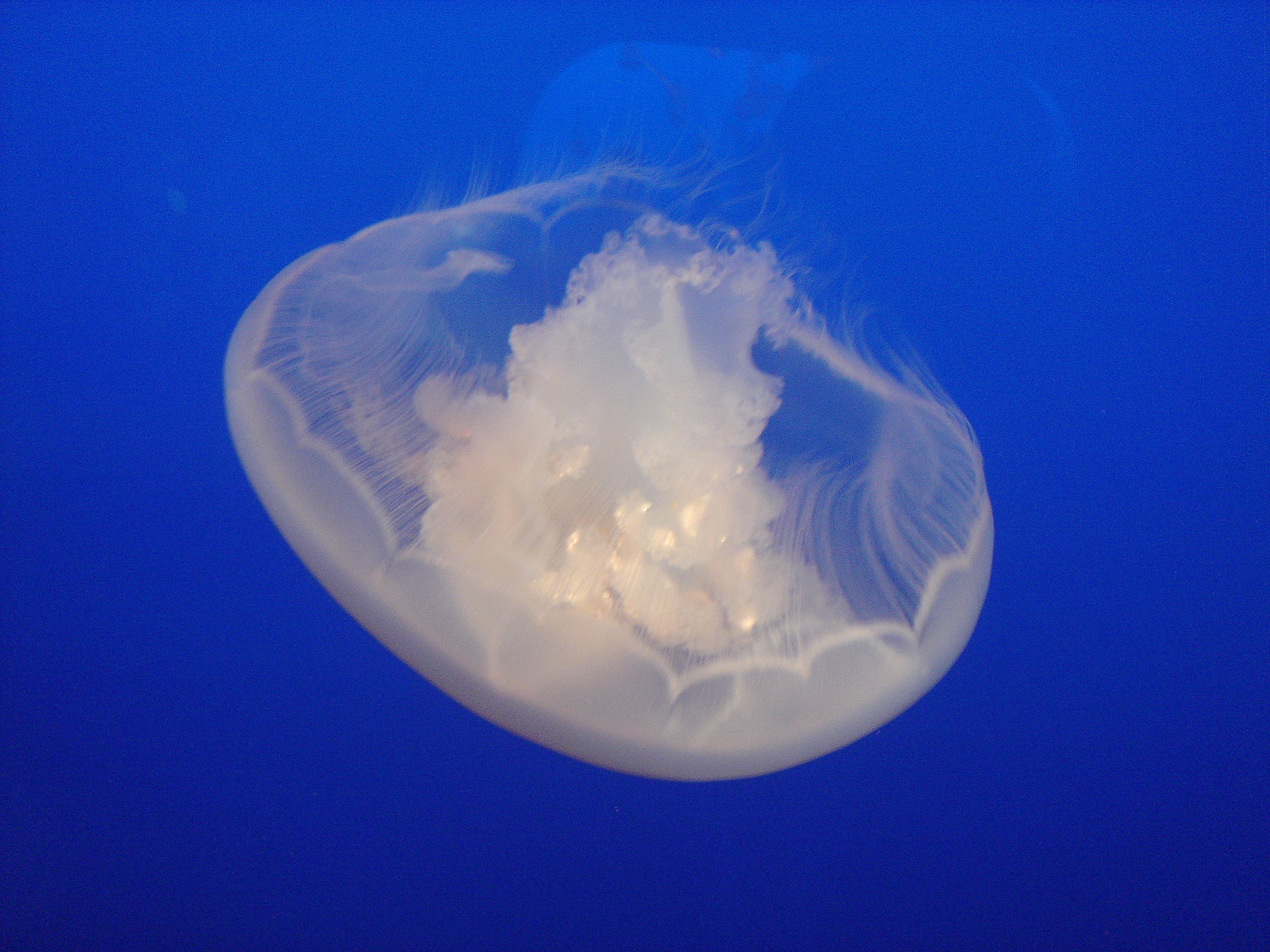
Aurelia sp. в акваріумі
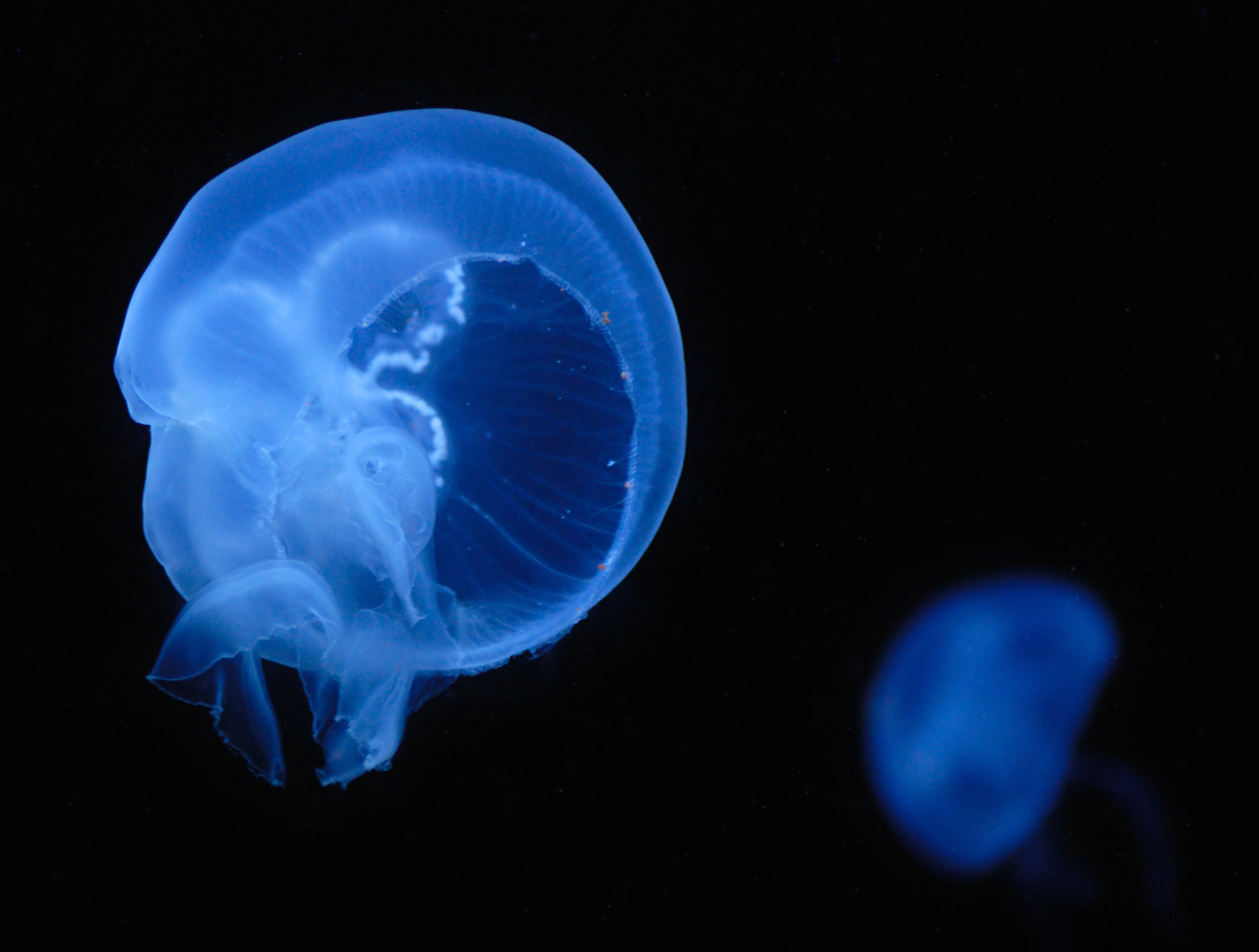
Aurelia sp.
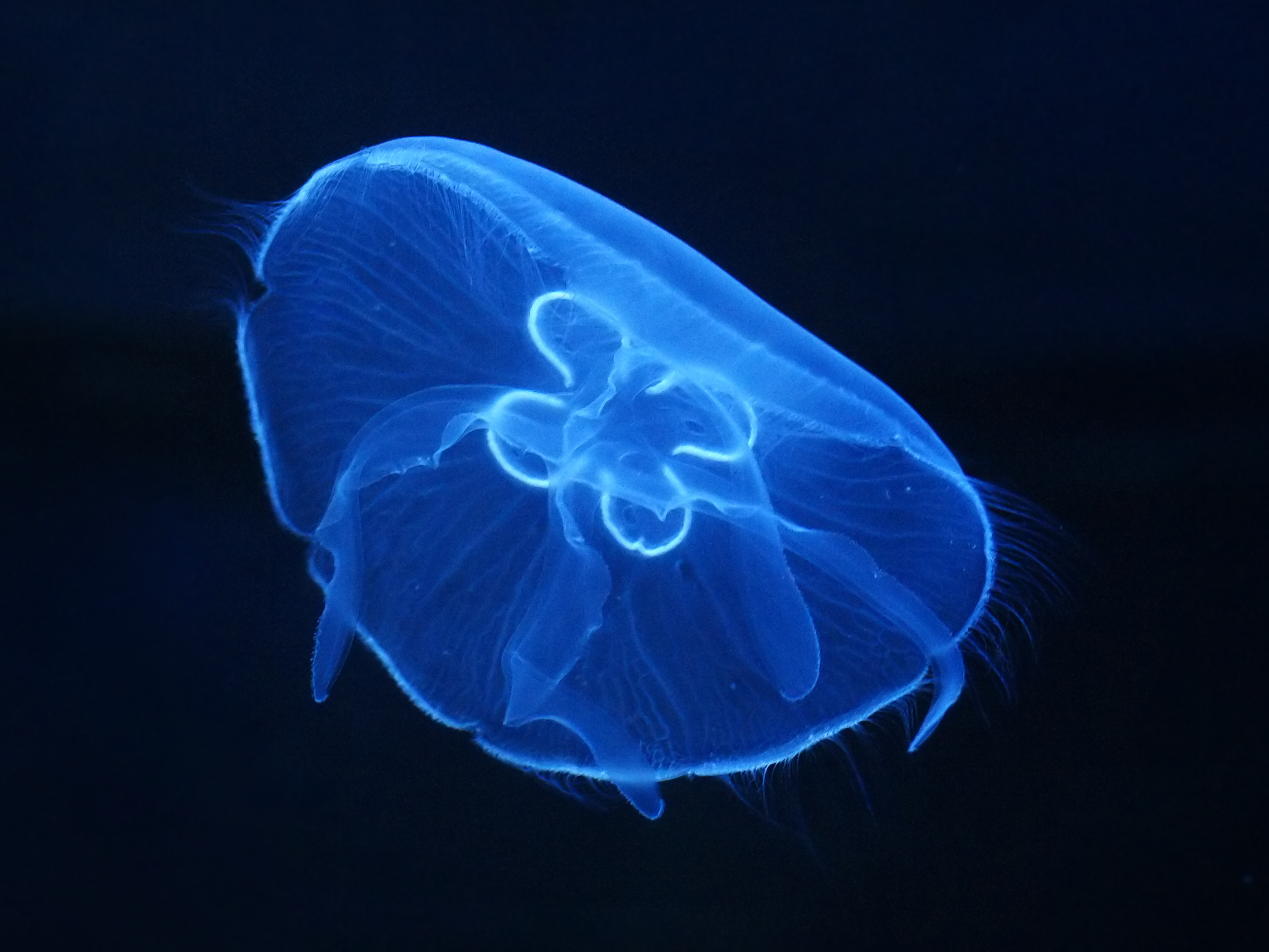
Aurelia aurita
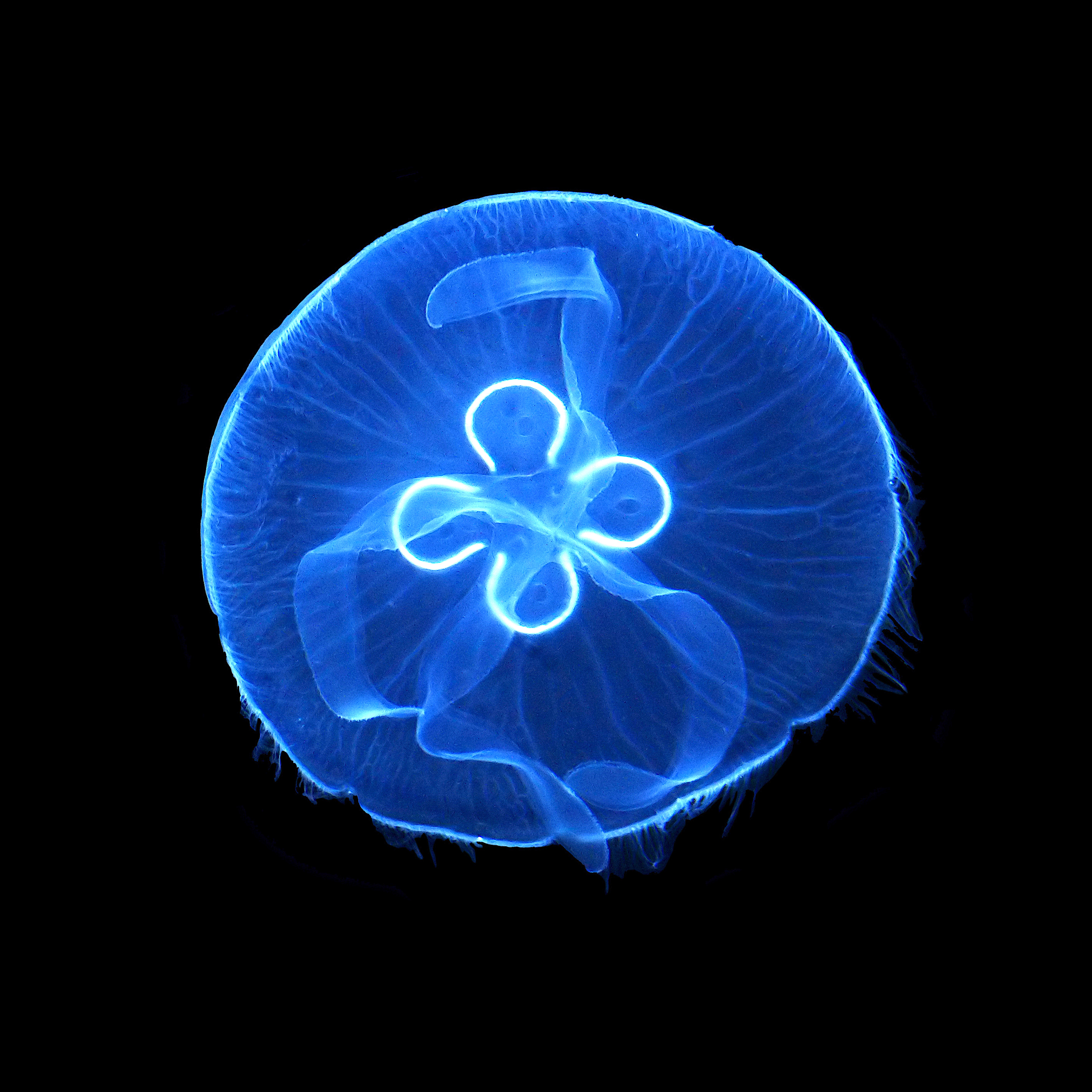
Aurelia aurita
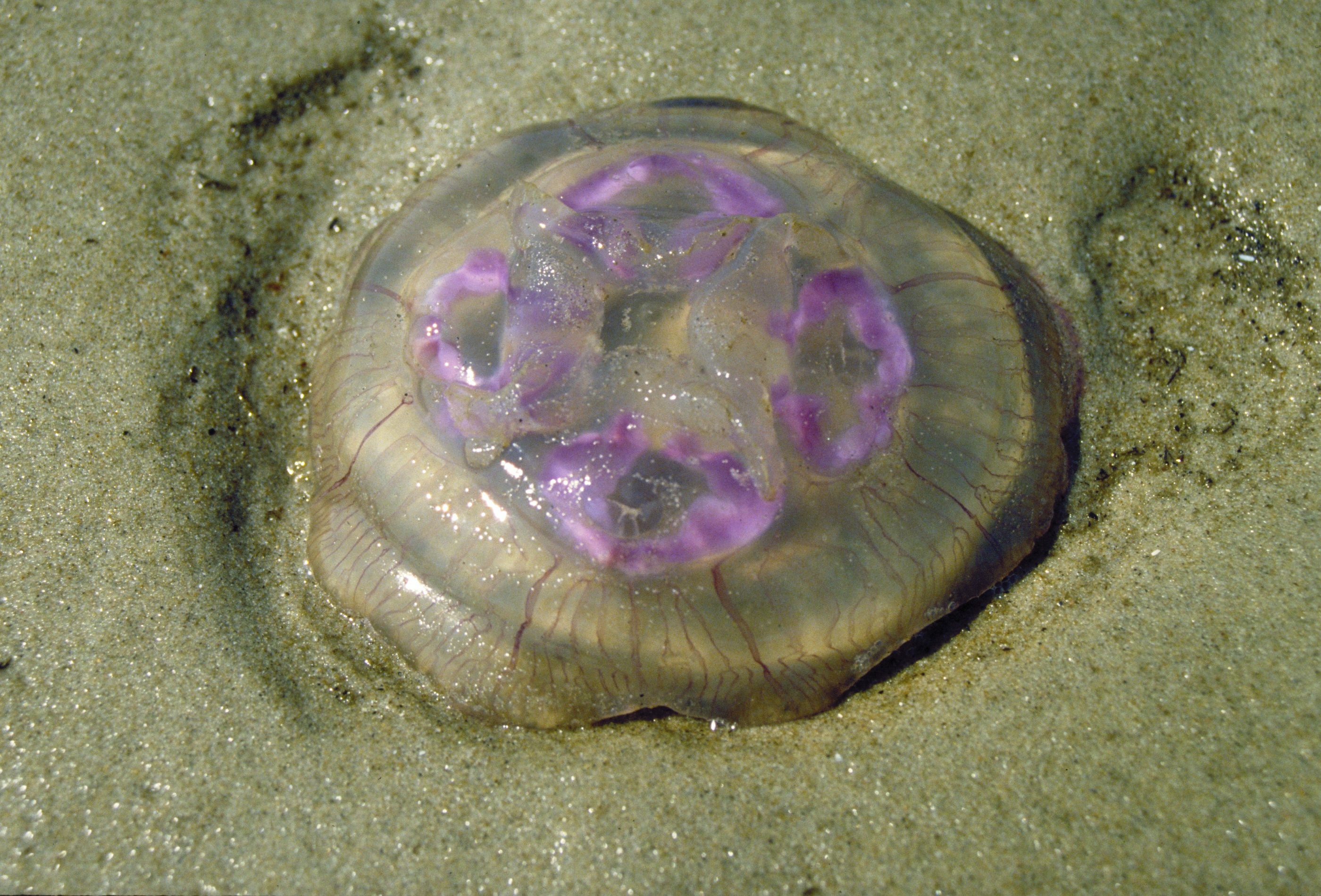
На пляжі
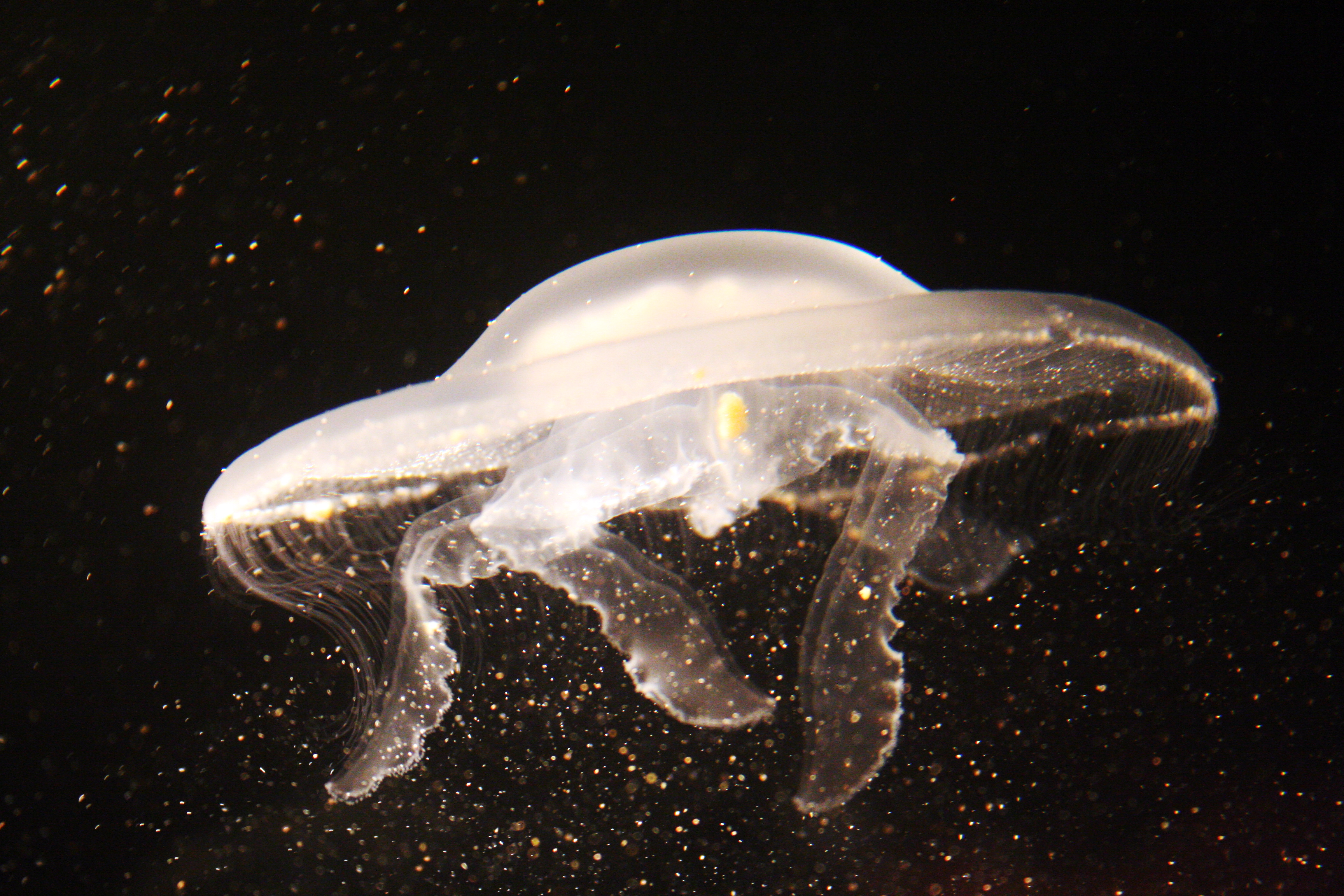